# Опытно-конструкторское бюро авиации общего назначения
Опытно-конструкторское бюро авиации общего назначения (укр. Дослідно-конструкторське бюро авіації загального призначення) — научно-производственное предприятие военно-промышленного комплекса Украины.
Расположено на территории аэродрома «Чайка» в Киево-Святошинском районе Киевской области.

## История
ОКБ АОН было создано в 1994 году на базе отделения сверхлёгких летательных аппаратов авиационного научно-технического комплекса им. О. К. Антонова.
В 1995 году ОКБ АОН стало главным исполнителем «Программы развития авиации общего назначения в Украине».
В дальнейшем, ОКБ АОН разрабатывало проекты лёгких самолётов и вертолётов, производило мотодельтапланы.
В начале 1998 года на основе конструкции мотодельтаплана Т-2 был создан двухместный мотодельтаплан Т-2М "Maverick".
В 2003 году был сертифицирован сельскохозяйственный вариант мотодельтаплана Т-2М - мотодельтаплан Т-2МСХ.
После создания в декабре 2010 года государственного концерна «Укроборонпром», ОКБ АОН было включено в состав концерна.
В январе 2015 года представителям министерства обороны Украины были представлены несколько разработок ВПК Украины для вооружённых сил Украины. Одной из представленных разработок являлся разведывательный мотодельтаплан Т-2М производства ОКБ АОН.
15 апреля 2019 года Киевский бронетанковый завод представил демонстрационный образец командно-штабной машины БТР-3КШ, в оборудование которой был включён беспилотный летательный аппарат "Рама", разработанный ОКБ авиации общего назначения.
8 октября 2021 года началось рассмотрение вопроса о передаче ОКБ авиации общего назначения из состава концерна "Укроборонпром" в ведение Фонда государственного имущества Украины.